# Bosco di Ciliegi
Bosco di Ciliegi («Боско ди Чильеджи», итал. «Черешневый лес») — российская компания, главный акционер московского ГУМа и владелец сети магазинов, продающих одежду и предметы роскоши. Штаб-квартира — в Москве.

## История
История компании началась в 1991 году, когда группа выпускников МХТИ занялась организацией парка аттракционов в московском парке имени Горького. Тогда же Екатерина Моисеева, супруга Куснировича Михаила Эрнестовича, совместно с Ариной Николаевной Полянской (Жуковой) наладили контакт с руководством крупного итальянского производителя одежды SIMA, первая партия товара была поставлена россиянам «под честное слово», и в 1992 году в Петровском пассаже было открыто три магазина под марками SIMA: Nani Bon, Guinco и Fiume. В 1993 году в том же пассаже появилась галерея бутиков, тогда же появилось нынешнее название компании.
В 2001 году, перед зимней Олимпиадой в Солт-Лейк-Сити, Bosco di Ciliegi стала официальным партнёром олимпийской сборной России, тогда же был запущен собственный бренд спортивной одежды Bosco Sport. Bosco Sport был официальным экипировщиком сборной России на Олимпийских играх в Лондоне, Ванкувере, Пекине, Турине, Афинах и Солт-Лейк Сити. С 2009 года Bosco di Ciliegi является также официальным экипировщиком украинской олимпийской сборной. С октября 2009 года компания и её торговая марка Bosco Sport стали Генеральным партнёром зимних Олимпийских и Паралимпийских игр 2014 года в городе Сочи. В 2011 году компания заключила спонсорский контракт на восемь лет с олимпийской сборной Испании.
В 2004 году Bosco di Ciliegi примерно за 100 млн $ приобрела контрольный пакет ОАО «Торговый дом ГУМ». Здание ГУМа на Красной площади находится в аренде у компании до 2059 года, договор на аренду заключался без конкурса, его стоимость была объявлена государственной тайной. В 2011 году состоялось открытие магазинов в реконструированном Bosco di Ciliegi здании Морского вокзала в Сочи.
В декабре 2017 года глава компании Bosco di Ciliegi Михаил Куснирович сообщил, что попросит МОК не использовать бренд компании на одежде сотрудников организации во время проведения Олимпиады в 2018 году. Причиной является отстранение сборной России от участия в соревнованиях.

## Собственники и руководство
Владельцем контрольного пакета в «Боско ди Чильеджи» является председатель её наблюдательного совета Михаил Куснирович.
В мае 2024 года Михаил Куснирович передал своему сыну Илье 75% акций в структуре Bosco Brands UK LTD. В июне Findom Investment FZCO получила доли в Bosco Brands UK LTD, а в июле  — 619 000 обыкновенных акций в Investments Global Limited, другой компании группы.

## Деятельность
Bosco di Ciliegi принадлежит более 100 монобрендовых магазинов в Москве (в том числе в ГУМе и в Петровском пассаже), Санкт-Петербурге, Сочи, Самаре, Екатеринбурге, Омске, Лондоне и Милане, продающих одежду и аксессуары под марками Alberta Feretti, Kenzo, Max Mara, La Perla, Жан-Поль Готье, Barbara Bui и др., а также под собственной маркой Bosco Sport. Также компании принадлежит ряд собственных мультибрендов — BoscoDonna, BoscoUomo, Bosco π, BoscoBambino и BoscoScarpa, а также салон индивидуального обслуживания Bosco (Privé). Ювелирные украшения и часы продаются в мультибрендовых магазинах Sublime by Bosco. Для продажи одежды прошлых коллекций компания открыла несколько магазинов «Остатки сладки».
В состав компании входят магазины парфюмерии и косметики Articoli, салоны красоты Articoli Salon&spa и Dior Institut, несколько ресторанов — Bosco Café, L’Altro Bosco Café, Bosco π Bar, «Кафетерий Боско», Emporio Armani Caffé. В 2007 году компания открыла Аптеку Bosco и Bosco Clinica, тогда же начал издаваться журнал BoscoMagazine.
29 сентября 2019 года в Калуге открылась фабрика по пошиву одежды «Мануфактуры Bosco». Инвестиции составили почти 2,5 млрд рублей. Суммарная мощность фабрики — 3,6 млн трикотажных изделий. Количество сотрудников — более 900 человек.

### Показатели деятельности
По данным журнала Forbes, оборот компании в 2003 году — 250 млн $. Оборот компании в 2007—2008 годах, по экспертной оценке, составил 400-450 млн $.
По данным на 2012 год, только около 7 % оборота компании приходилось на спортивное направление (BoscoSport).

### Поставщик экипировки

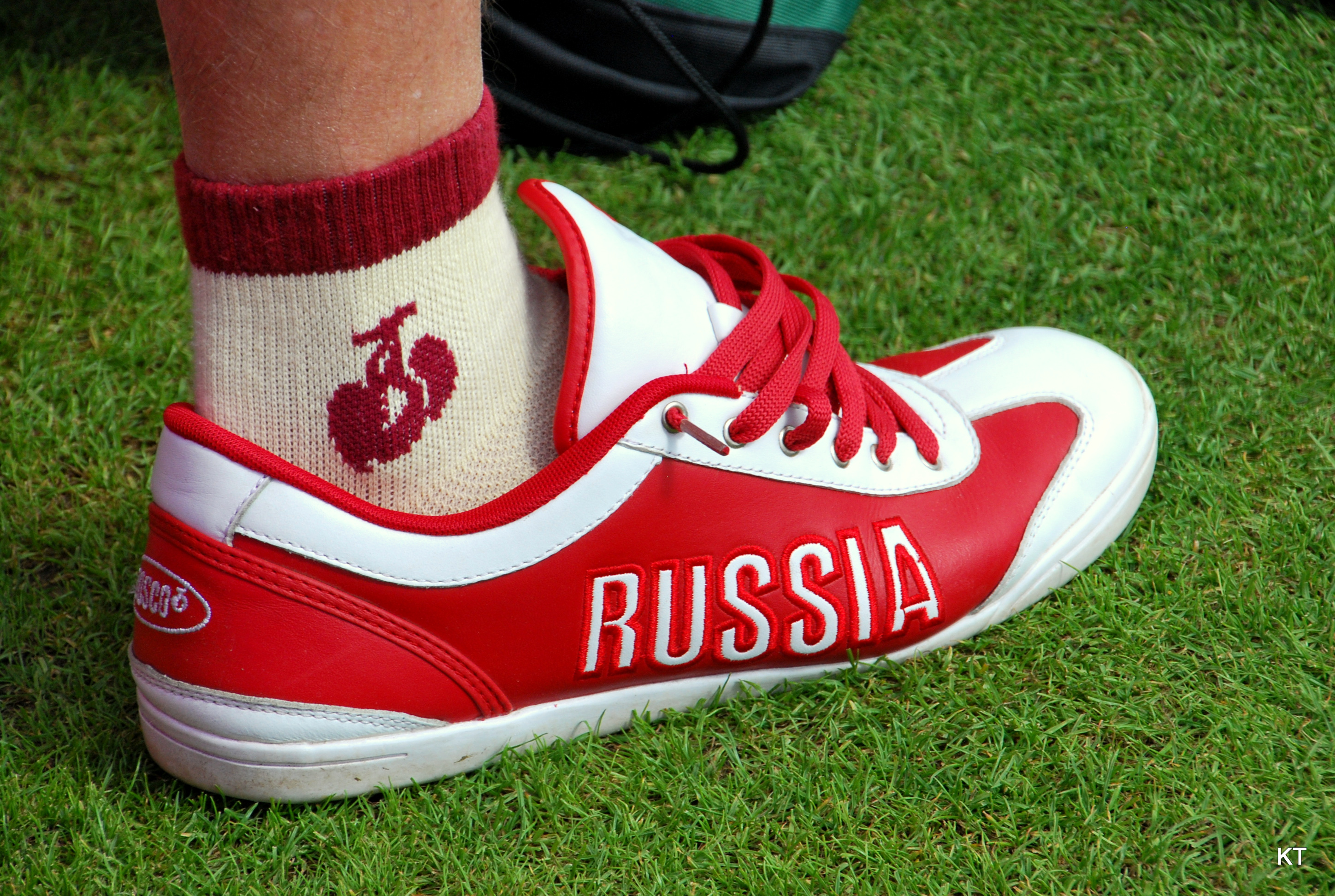
Кроссовка Bosco на Олимпиаде-2012

- В 2012 году компания являлась официальным поставщиком экипировки олимпийской команды Испании на Летних Олимпийских играх в Лондоне, что вызвало возмущение председателя Ассоциации модельеров Испании Модесто Ломба. До 2010 года пошивом формы занималась китайская компания Li-Ning, в 2011 году её без объявления конкурса сменила Bosco di Ciliegi, которая также стала спонсором олимпийской команды Испании[9].
- Более 10 лет компания являлась генеральным партнёром олимпийской команды России и официальным поставщиком экипировки на Олимпийских играх, в том числе в Солт-Лейк-Сити (2002 год), Афинах (2004 год), Турине (2006 год), Пекине (2008 год), Ванкувере (2010 год), Лондоне (2012 год) и Сочи (2014 год).
- С 2014 года компания является официальным поставщиком одежды в МДЦ «Артек»